# Snorkels (animatieserie)
De Snorkels is een Amerikaans-Belgische animatieserie gebaseerd op de gelijknamige strip getekend door de Belg Nicolas Broca in 1982 voor de animatie-afdeling SEPP van Dupuis-uitgeverij. De personages zijn kleine onderwaterwezentjes, niet groter dan een duim, die ademen door een orgaantje op hun hoofd dat de vorm heeft van een snorkel.
De serie liep 4 seizoenen van 1984 tot 1988. In Nederland liep de reeks van 1985 tot 1990.

## Geschiedenis
Enkele scenario's werden geschreven door de Belg Freddy Monnickendam. Deze zakenman was eerder al producer van De Smurfen, die evenals 'De Snorkels' werden gecommercialiseerd door Hanna-Barbera. Maar de man had enkele meningsverschillen met Peyo, de tekenaar van de Smurfen. Peyo zelf was ervan overtuigd dat de wereld die hij evoceerde in zijn strips niet helemaal gerespecteerd zou worden in de animatiefilms. Monnickendam wilde de reeks immers meer 'mainstream' en toegankelijker maken. Verveeld door deze rechtszaken i.v.m auteursrechten, stortte hij zich op een nieuwe reeks, De Snorkels. Hij kocht de rechten van Nicolas Broca, hopend op een even groot succes als De Smurfen.
Monnickendam onderhandelde met het Amerikaanse productiebedrijf Hanna-Barbera om er een tekenfilmserie van te maken, wat ook gebeurde. Het succes van De Snorkels bleef echter beperkt en evenaarde niet dat van De Smurfen. Van  De Snorkels werden in vier seizoenen 108 afleveringen gemaakt van elk 12 minuten. Waarvan de laatste 22 afleveringen 24 minuten. Deze werden van 1984 tot 1989 in België en Nederland uitgezonden door respectievelijk de VRT en de VARA. De serie werd later herhaald door de kinderzenders Kindernet, Ketnet (in Samson en Gert) en Yorkiddin'. De serie is ook herhaald op Pebble TV, Z@ppelin en Kindernet.

## Verhaal
Ergens diep in de zee ligt Snorkelland waar de Snorkels, kleine wezentjes met een buisje op hun hoofd, wonen. De hoofdpersonages zijn Allstar, Okkie (zijn inktvispuppy), Kitty, Daffney, Dimmy en Toeter (die niet kan praten, alleen toeteren). Samen beleven ze heel wat onderwateravonturen. Vaak raken ze in de problemen door Junior, de verwende zoon van gouverneur Nathals. Ze gaan dan meestal te rade bij Oom Galjoen, de oom van Allstar.
Andere personages zijn:
- Jo-Jo, die twee snorkels heeft;
- Grootwier en Kleinwier, twee groene monsters die de snorkels, vaak tevergeefs, proberen te vangen;
- Willy, het broertje van Junior, die hem altijd achtervolgt en nadoet en
- Baby, een kleine meisjessnorkel.

## Hoofdpersonen
| Personage | Engelstalige stem | Nederlandstalige stem              |
| --- | ----------------- | ---------------------------------- |
| AllStar Zeewaardig (hoofdpersonage) | Michael Bell      | Olaf Wijnants                      |
| Gouverneur Nathals (bestuurder van Snorkelstad, vader van Junior)                                                                       | Barry Gordon      | Coen Flink, Edward Reekers         |
| Mevrouw Nathals (vrouw van gouverneur Nathals)                                                                                          |                   |                                    |
| Junior Nathals (oudste ongeliefde zoon van gouverneur Nathals)                                                                          | Barry Gordon      | Arnold Gelderman                   |
| Willie Nathals (jongste geliefde zoon van gouverneur Nathals)                                                                           | Fredricka Weber   | Paula Majoor                       |
| Daphne (hoofdpersonage) | Nancy Cartwright  | Paula Majoor                       |
| Dimmy (grappenmaker en vechtersbaasje; verliefd op Daphne)                                                                              | Brian Cummings    | Paula Majoor                       |
| Kitty (hoofdpersonage, vriendin AllStar)                                                                                                | BJ Ward           | Angélique de Boer                  |
| Okkie (AllStars huisdier, octopus-puppy)                                                                                                | Frank Welker      | Dieter Jansen                      |
| Dr. Galjoen Zeewaardig (oom van All-Star (ook wel: Oom Galjoen), raadgever van de Snorkels)                                             | Clive Revill      | Coen Flink, Edward Reekers         |
| Jojo (hoofd van de eenmans-Snorkelwacht → soort van politie van Snorkelstad; heeft twee snorkels; opgegroeid in het wild)               | Roger DeWitt      | Jan Anne Drenth                    |
| Toeter (kan niet praten, alleen (heel erg krachtig) toeteren; kan communiceren met niet-Snorkels)                                       | Frank Welker      | Jacco Fioole                       |
| Corky | Rob Paulsen       | Daisy Koenders, Tony Neef          |
| Mevrouw Zeebodem (lerares van de Snorkels)                                                                                              | Edie McClurg      | Paula Majoor                       |
| Meneer Zeewaardig (vader van AllStar)                                                                                                   | Bob Holt          | Saiffedine Zeroual                 |
| Mevrouw Zeewaardig (moeder van AllStar)                                                                                                 | Edie McClurg      | Ineke Arts                         |
| SmallStar Zeewaardig (AllStars babybroertje)                                                                                            |                   | Wouter Westerhof                   |
| Grootwier (Engels: Bigweed) | Michael Bell      | Jerome Reehuis, Julien van Aanholt |
| Kleinwier (Engels: Lil' Seaweed) | BJ Ward           | Sjuul Kuijpers                     |
| Dr. Strangesnork (boosaardige tweelingbroer van Dr. Galjoen)                                                                            | Rene Auberjonois  | Fred Meijer                        |
| Koning Neptunus (koning van de Zee) |                   | Brian Berends                      |
| Snorkeleters (grote rode wezens die op Snokels jagen; leider Spike the Snorkeleter; alleen bang voor kleine visjes 'Snorkeleter-eters') |                   | Jan Anne Drenth                    |

## Tune
De tune van de Nederlandstalige Snorkels bestaat uit een verhaal over het mogelijke bestaan van deze wezentjes, verteld door Arnold Gelderman. De laatste zin van het verhaal is hierbij gezongen. De tekst luidt:
Ik ontdekte het scheepsjournaal van kapitein Ortega in een klooster dat uitkijkt over de zee. In de ochtend van de 16e februari 1634 legde Ortega zijn schip voor anker achter een koraalrif. Dezelfde nacht nog werd hij aangevallen door piraten. Het in brand geschoten schip zonk op de zeebodem. Tien dagen later werd de kapitein half bewusteloos op het strand gevonden, het scheepsjournaal nog in de arm geklemd. Hij beschreef daarin een wereld van kleine onderwater-wezens, niet veel groter dan zijn duim. Niemand geloofde hem, maar weet je? Ik denk, dat het verhaal van kapitein Ortega best eens waar kan zijn...
Toe ga mee naar Snorkelland in de diepe zee en beleef de avonturen van de Snorkels mee.

## Data van uitzending in de Verenigde Staten
Seizoen 1-3: National Broadcasting Company (NBC). 
Seizoen 4: USA Network begon op 1 september. 
1e aflevering: "Daffney's mislukte ontsnapping" (Daffney's Not So Great Escape) tot "Spoken en andere acteurs" (Summer & Snork). 
ABC begon op 10 oktober maar liep op 4 november vanaf "Allstar's reis" (Allstar's Odyssey) tot "Mijn etentje met Allstar" (My Dinner with Allstar) op 2 december. 
USA Network zond deze aflevering pas op 14 januari 1989 uit.

## Afleveringen

### Seizoen 1
1. Terug naar de Bron - (15-09-1984)
2. Schandalen met Vandalen - (15-09-1984)
3. Vang ik jou of vang jij mij? - (22-09-1984)
4. Burengerucht - (22-09-1984)
5. Het Onding - (29-09-1984)
6. De Verrader Verraden - (29-09-1984)
7. Allstar's Reggae Band - (06-10-1984)
8. Snorkelitis - (06-10-1984)
9. Spook Gezocht -(13-10-1984)
10. Te Paard, Te Paard! - (13-10-1984)
11. De Snorkeldans - (20-10-1984)
12. De Snorkelschat - (20-10-1984)
13. Juniors Geheimpje - (27-10-1984)
14. Het Nieuwtje Van De Eeuw - (27-10-1984)
15. De Blauw-Koralen Halsketting - (03-11-1984)
16. Nat Op Het Droge - (03-11-1984)
17. Surf Je Suf - (10-11-1984)
18. Het Monster van Snork Ness - (10-11-1984)
19. De Inboorsnork - (17-11-1984)
20. Een Fout in Tweevoud - (17-11-1984)
21. Houmevast-Lamelos - (24-11-1984)
22. Balletgeheimen - (24-11-1984)
23. Ik Jo-Jo, jij Daffney - (01-12-1984)
24. Schelpen Schooien - (01-12-1984)
25. De Zeewierkoning - (08-12-1984)
26. Walvis, Een en al Vis - (08-12-1984)

### Seizoen 2
1. Snorkitis Welles, Nietes - (14-09-1985)
2. Als je toet, Toeter dan goed - (14-09-1985)
3. Flipper op bezoek - (21-09-1985)
4. Overdreven? Hoezo? - (21-09-1985)
5. Zoutarm of Zouteloos? - (28-09-1985)
6. Ik ben anders, net als jij - (28-09-1985)
7. Allstar's Zoetwater Avontuur - (05-10-1985)
8. Dokter Griezel - (05-10-1985)
9. Apartheid... Da's vies - (12-10-1985)
10. Vrienden door dik en dun[3] - (12-10-1985)
11. Junior's Waaktopus - (19-10-1985)
12. De Jeugd heeft de Toekomst - (19-10-1985)
13. Kitty en de Dubbelbroertjes - (26-10-1985)
14. Het Lelijke Eend...eh...Visje - (26-10-1985)
15. Spiegeltje Spiegeltje aan de wand - (02-11-1985)
16. Een Vegetarische Vleeseter - (02-11-1985)
17. Eb en Overvloed - (09-11-1985)
18. De Mindermeermin - (09-11-1985)
19. Een Vriend is een Vriend[3] - (16-11-1985)
20. De Achteruit-Snorkel - (16-11-1985)

### Seizoen 3
1. Hoe kom je uit een Walvis? - (12-09-1987)
2. Allstar's Laatste Uurtje - (12-09-1987)
3. Juniors Schokkende Griezelfestijn - (19-09-1987)
4. Speciale Voorstelling - (19-09-1987)
5. Eskie redt zijn dorp - (26-09-1987)
6. Flip en Flap - (26-09-1987)
7. Het keizerrijk van Junior - (03-10-1987)
8. De Gouden Dolfijn - (03-10-1987)
9. Snorkel Porkel Duisternis - (10-10-1987)
10. De Zandheks - (10-10-1987)
11. De Gekke Schaduw - (17-10-1987)
12. Toeter is verliefd op Tadah - (17-10-1987)
13. Daffney redt zich wel - (24-10-1987)
14. Zalm in Nood - (24-10-1987)
15. Kitty in Zandland - (31-10-1987)
16. Neem een Riffebes voor een te gekke Giechel - (31-10-1987)
17. Wie de meeste armen heeft - (07-11-1987)
18. Mummie Toet - (07-11-1987)
19. Jo-Jo doet het wel even - (14-11-1987)
20. De dag de Oceaan stilstond - (14-11-1987)
21. De IJzige Drilboor - (21-11-1987)
22. De Langste Korte Route - (21-11-1987)
23. De Getemde Snorkel - (28-11-1987)
24. Willie en Kleinstars avontuur - (28-11-1987)
25. Een Snorkel in een gouden kooi - (05-12-1987)
26. Spoken in de Snorkelstaete - (05-12-1987)

### Seizoen 4
1. Daffney's mislukte Ontsnapping - (10-09-1988)
2. Willy's Beste Vriend - (10-09-1988)
3. Juniorendag - (17-09-1988)
4. De Bom van Dokter Griezel - (17-09-1988)
5. De Vallende Ster - (24-09-1988)
6. Gloeb De Griezel - (24-09-1988)
7. De Snorkosaurus - (01-10-1988)
8. Wie is Wie? - (01-10-1988)
9. Slaap contra Slijm - (08-10-1988)
10. Kleine Jonkheer Okkie - (08-10-1988)
11. Junior heeft de Schelpkoorts - (15-10-1988)
12. Een Sprookjeshuwelijk - (15-10-1988)
13. In het Snorkelwesten - (22-10-1988)
14. Als Twee Druppels Junior - (22-10-1988)
15. Robosnorkel - (29-10-1988)
16. Spoken en andere Acteurs - (29-10-1988)
17. Allstar's Reis - (04-11-1988)
18. Hebben is hebben - (08-11-1988)
19. Een Gehaaid Verhaal - (09-11-1988)
20. Prehisnorkisch - (10-11-1988)[3]
21. Zoontje komt om zijn loontje[3] - (11-11-1988)
22. De Tovenaar van Vries[3] - (14-11-1988)
23. Grote Stad Snorkels - (15-11-1988)
24. Een Monsterlijke Snorkmerrie - (16-11-1988)
25. Robin Snorkel - (17-11-1988)
26. Snorkel-Poester[3](een snorkel-versie van het sprookje van Assepoester) - (18-11-1988)
27. Snorkel Ahoy - (21-11-1988)
28. Wat’n Circus - (22-11-1988)
29. De Broedertwist[3] - (23-11-1988)
30. De Sprookjescirkel - (24-11-1988)
31. Gouwe Ouwe - (25-11-1988)
32. Junior leert een lesje[3] - (28-12-1988)
33. De Eerste Snorkel in de Ruimte - (29-11-1988)
34. Wens of Nachtmerrie - (30-11-1988)
35. Al wat blinkt is geen Goudvis - (01-12-1988)
36. Mijn etentje met Allstar[3] - (02-12-1988)